# Olympus OM-D E-M10 Mark II
Olympus OM-D E-M10 Mark II — беззеркальная камера системы Микро 4:3 компании Olympus. Является второй версией камеры Olympus OM-D E-M10. Анонсирована 25 августа 2016 г.

## Основные изменения по сравнению с первой моделью
- 5-осевой стабилизатор (компенсация до 4 EV)
- Брекетинг по фокусировке с последующей сборкой в графических редакторах.
- Режим съёмки тайм-лапс
- OLED-видоискатель (ЭВИ) с вдвое большим разрешением (2360000 точек)
- Электронный затвор, позволяющий использовать выдержки до 1/16000
- Запись видео до Full HD 1080@60p

## Официальные аксессуары
- Дополнительная рукоятка - Olympus ECG-3
- Увеличенный наглазник - Olympus EP-16

## Версии прошивок
Для обновления прошивки необходимо программное обеспечение «Агент обновления цифровых камер» (Olympus Digital Camera Updater). Откат к предыдущим версиям прошивки невозможен.
| Дата выхода | Версия | Исправления |
| ----------- | ------ | --- |
| 2019-03-07  | 1.4    | - Повышена стабильность работы при использовании карты памяти SD (UHS-II). - Повышена стабильность работы при съёмке в режиме LIVE TIME. Внимание! Обновление прошивки до данной версии приведёт к сбросу всех настроек камеры. |
| 2018-05-10  | 1.3    | - Устранена проблема, при которой функция автофокуса (AF) работала неправильно при использовании сменных объективов H-ES200 и H-ES50200 производства компании Panasonic. Внимание! Обновление прошивки до данной версии приведёт к сбросу всех настроек камеры. |
| 2016-12-01  | 1.2    | - Поддержка внешних вспышек Macro Flash STF-8 и Flash FL-900R. - Улучшена стабильность экспозиции при съёмке видео. |
| 2016-01-28  | 1.1    | - Совместимость с объективами Olympus со встроенной функцией стабилизации изображения: - Корпус камеры распознаёт встроенную в объектив функцию стабилизации изображения и обеспечивает оптимальный эффект стабилизации.* - Можно использовать эффект стабилизации при движении от функции стабилизации изображения корпуса, а также эффект стабилизации изображения от функции стабилизации изображения объектива. - Совместимость с Windows 10. * Несовместимо с 5-осевой системой стабилизации изображения. |